# Delias ladas
Delias ladas é uma borboleta da família Pieridae. Foi descrita por Henley Grose-Smith em 1894. É endémica da Nova Guiné.

## Subespécies
- D. l. ladas (Papua Nova Guiné Ocidental)
- D. l. Levis Joicey & Talbot, 1922 (Montanhas Arfak e Weyland, Irian Jaya)
- D. l. Waigeuensis Joicey & Talbot, 1917 (Ilha Waigeu)
- D. l. Wamenaensis Morita, 1993 (Ilaga - Wamena, Irian Jaya)
- D. l. Yapenensis Yagishita, 1998 (Ilha Yapen)
- D. l. Fakfakensis Yagishita, 2003 (Fakfak, Irian Jaya)